# Vriesea minarum
Vriesea minarum är en gräsväxtart som beskrevs av Lyman Bradford Smith. Vriesea minarum ingår i släktet Vriesea och familjen Bromeliaceae. Inga underarter finns listade i Catalogue of Life.